# Goran Marić (polityk)
Goran Marić (ur. 5 września 1959 w Grude) – chorwacki polityk, ekonomista i nauczyciel akademicki, parlamentarzysta, od 2016 do 2019 minister.

## Życiorys
Absolwent ekonomii na Uniwersytecie w Zagrzebiu. Doktoryzował się w zakresie nauk ekonomicznych na tej samej uczelni w 2000. W latach 1983–1992 pracował w przedsiębiorstwie Auto Hrvatska, następnie do 2007 na kierowniczych stanowiskach w spółkach prawa handlowego. W 2001 zajął się również działalnością naukową jako profesor na uczelniach ekonomicznych w Zagrzebiu.
Działacz Chorwackiej Wspólnoty Demokratycznej. W 2007 uzyskał mandat posła do Zgromadzenia Chorwackiego. Nie utrzymał go w 2011, jednak powrócił do parlamentu w 2013 po śmierci innego z deputowanych. Z powodzeniem ubiegał się o reelekcję w wyborach w 2015 i 2016.
W październiku 2016 w nowo utworzonym rządzie Andreja Plenkovicia został powołany na ministra bez teki. W listopadzie 2016 w tym samym gabinecie objął funkcję ministra własności państwowej. W lipcu 2019 złożył rezygnację z tego stanowiska.